# Colonel du régiment
Pour les articles homonymes, voir Colonel (homonymie).
Le colonel du régiment (colonel of the regiment en anglais) est le titre de celui qui occupe la tête d'un régiment de manière cérémonielle dans les forces armées britanniques et d'autres forces du Commonwealth comme les Forces armées canadiennes. Il s'agit généralement d'un officier général ou d'un colonel, souvent à la retraite, ou encore d'une personnalité civile qui a une étroite relation avec la force militaire ou le régiment. Dans ce dernier cas, le civil porte le grade de colonel honoraire.

## Annexe